# Gmina Stubbekøbing
Gmina Stubbekøbing (duń. Stubbekøbing Kommune) była w latach 1970–2006 (włącznie) jedną z gmin w Danii w okręgu Storstrøms Amt. Siedzibą władz gminy było miasto Stubbekøbing. Gmina Stubbekøbing została utworzona 1 kwietnia 1970 na mocy reformy podziału administracyjnego Danii. Po kolejnej reformie w 2007 r. weszła w skład gminy Guldborgsund.

## Dane liczbowe
- Liczba ludności: (♀ 3416 + ♂ 3370) = 6786
  - wiek 0-6: 7,0%
  - wiek 7-16: 12,8%
  - wiek 17-66: 62,1%
  - wiek 67+: 18,1%
- zagęszczenie ludności: 43,5 osób/km²
- bezrobocie: 5,3% osób w wieku 17-66 lat
- cudzoziemcy z UE, Skandynawii i USA: 103 na 10 000 osób
- cudzoziemcy z krajów Trzeciego Świata: 162 na 10 000 osób
- liczba szkół podstawowych: 2 (liczba klas: 34)